# Prowincja Przylądkowa Północna
Prowincja Przylądkowa Północna jest prowincją położoną w północno-zachodniej części Południowej Afryki. Zajmie prawie 30% powierzchni kraju. 
Od zachodu graniczy  z Oceanem Atlantyckim, od południa z Prowincją Przylądkową Zachodnią, na północy z Botswaną i Namibią. 
Została wykrojona w 1995 roku z ówczesnego Kraju Przylądkowego.
Jest największą południowoafrykańską prowincją równocześnie jednak najsłabiej zaludnioną.
Rozwinięty przemysł przetwórczy, hutniczy, skórzano-obuwniczy, spożywczy, cementowy, metalowy oraz górniczy.  W prowincji uprawia się zboże oraz hoduje się owce.

## Większe miasta prowincji
| L.p. | Miasto    | Dystrykt            | Liczba ludności (2017) |
| ---- | --------- | ------------------- | ---------------------- |
| 1.   | Kimberley | Frances Baard       | 165 264                |
| 2.   | Upington  | ZF Mgcawu           | 71 373                 |
| 3.   | De Aar    | Pixley ka Seme      | 32 318                 |
| 4.   | Colesberg | Pixley ka Seme      | 12 423                 |
| 5.   | Prieska   | Pixley ka Seme      | 11 236                 |
| 6.   | Springbok | Namakwa             | 10 438                 |
| 7.   | Kuruman   | John Taolo Gaetsewe | 10 006                 |

## Podział administracyjny

Podział prowincji

Prowincja Przylądkowa Północna dzieli się na 5 dystryktów, które z kolei dzielą się na 27 gmin.
- Namakwa
  - Richtersveld
  - Nama Khoi
  - Kamiesberg
  - Hantam
  - Karoo Hoogland
  - Khai-Ma
- Pixley ka Seme
  - Ubuntu
  - Umsobomvu
  - Emthanjeni
  - Kareeberg
  - Renosterberg
  - Thembelihle
  - Siyathemba
  - Siyancuma
- Siyanda
  - Mier
  - Kai !Garib
  - [Hais]
  - !Kheis
  - Tsantsabane
  - Kgatelopele
- Frances Baard
  - Sol Plaatjie
  - Dikgatlong
  - Magareng
  - Phokwane
- John Taolo Gaetsewe
  - Gamagara
  - Joe Morolong
  - Ga-Segonyana